# Bornholms historiske Ruiner
Bornholms historiske Ruiner er en film med ukendt instruktør.

## Handling
Bornholm. Optagelser fra Christiansø. Storetårn og havnen. Hammershus ruiner. Naturbilleder. Fire personer besøger og beser ruinerne. Kysten ved Løvehovederne. Solnedgang over havet.